# Grua siberiana
La grua siberiana (Leucogeranus leucogeranus) és una espècie d'ocell de la família dels grúids (Gruidae) que habita aiguamolls, vores de llacs i tundra de Sibèria, a les terres baixes del Riu Obi i a Iakutia. Passa l'hivern a la Xina, l'Índia i sud de la mar Càspia. És l'única espècie del gènere Leucogeranus (Bonaparte, 1855). Altres autors la inclouen al gènere Grus.